# (72639) 2001 FX36
(72639) 2001 FX36 – planetoida z pasa głównego asteroid okrążająca Słońce w ciągu 4,08 lat w średniej odległości 2,55 j.a. Odkryta 18 marca 2001 roku.